# Lezhë (hạt)
Hạt Lezhë (tiếng Albania: Qarku i Lezhës) là một trong 12 hạt của Albania.  Hạt này gồm các huyện   Kurbin, Lezhë và Mirditë với tỉnh lỵ là Lezhë.
Hạt này có diện tích 1.581 km², dân số 159.792 người (năm 2001), mật độ dân số là 101,1 người/km²
Lezhë  có một bờ biển ngắn dọc biển Adriatic. Ở Albania, hạt này giáp các hạt sau:
- Shkodër: bắc
- Kukës: bắceast
- Dibër: đông nam
- Durrës: nam